# Riflettori radar

Principio di funzionamento di un riflettore radar

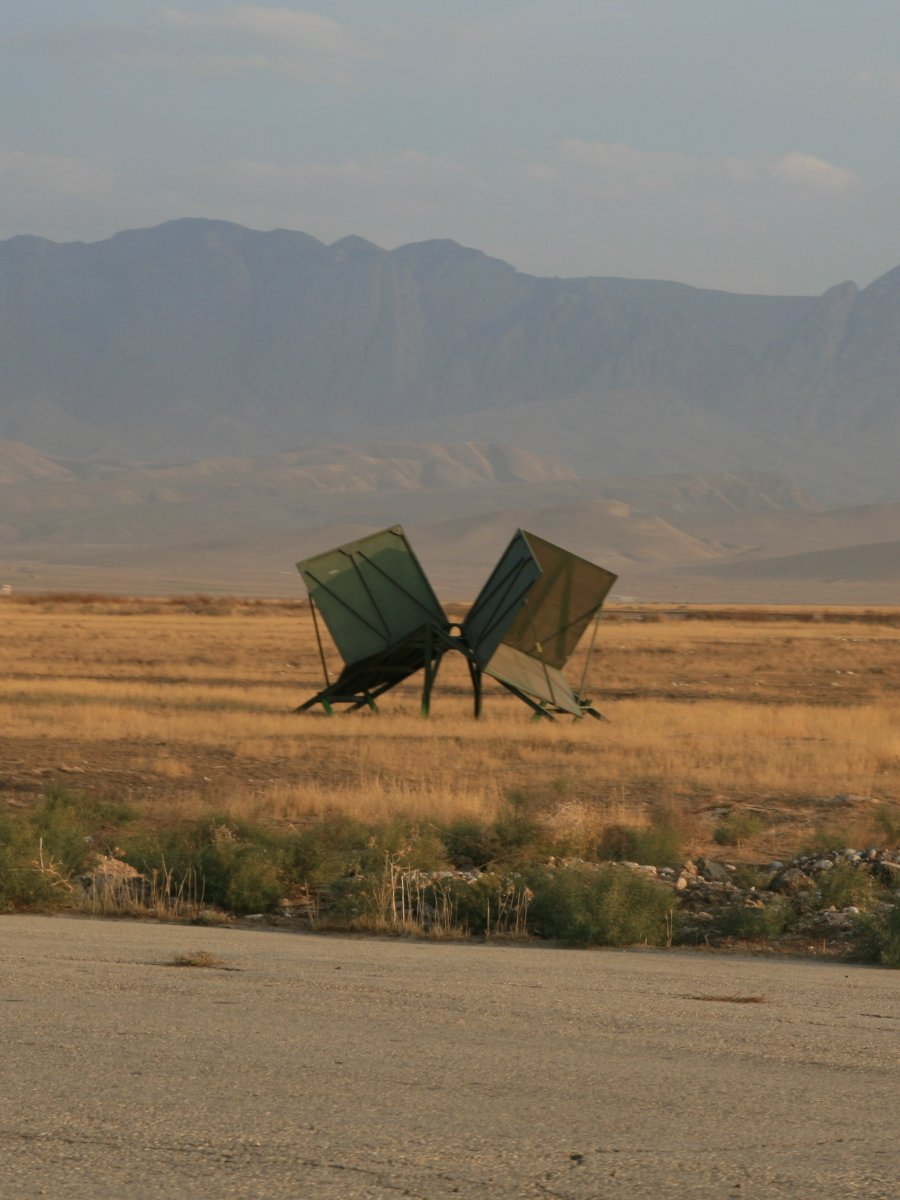
Riflettori radar utilizzati ai bordi di una pista di atterraggio per agevolare l'individuazione con i radar imbarcati

Il riflettore radar (anche noto con il termine inglese corner reflector) è uno strumento passivo costituito da lastre metalliche che, tramite il particolare orientamento dato alle pareti che lo compongono, riesce a riflettere con eccezionale efficacia le onde radar. Questo fa risultare sullo schermo una eco ben visibile, che può essere associata ad un oggetto esistente, per meglio evidenziare la sua presenza in area, oppure può simulare la presenza di un oggetto inesistente, diventando uno strumento di disturbo ed inganno. 
Il suo uso è prezioso per le imbarcazioni da diporto per evitare collisioni con altre unità, in quanto la loro piccola dimensione e la loro grande riflettanza le rende molto visibili agli strumenti radar  mantenendo dimensioni contenute. Questo tipo di riflettori sono posizionati non solo su imbarcazioni, ma anche su boe e ponti in modo che questi siano ben visibili ai sistemi radar e dunque rendere identificabili gli ostacoli anche in condizioni di scarsa visibilità.
Le sue dimensioni sono ridotte e l'installazione molto facile il che, unito alla bassa tecnologia necessaria alla sua creazione e messa in opera, ne fa un perfetto strumento a basso costo in uno scenario di guerra elettronica.
Questi riflettori vengono anche adoperati per calibrare alcuni satelliti per telerilevamento, specie i satelliti radar ad apertura sintetica, oppure vengono utilizzati come bersagli per test missilistici.